# Fundación Casa Wabi
Fundación Casa Wabi es una organización sin fines de lucro ubicada en la costa de Oaxaca que fomenta la creación artística a través de residencias para el intercambio cultural entre artistas y comunidades locales. El lugar fue diseñado por al arquitecto japonés Tadao Ando, ganador del premio Pritzker en 1995.

## Historia
Se creó en el 2014 por iniciativa del artista mexicano Bosco Sodi. Retoma la filosofía japonesa Wabi- Sabi en su nombre que significa buscar la belleza en lo imperfecto y su objetivo es el desarrollo social a través del arte.
El proyecto originalmente se planteó como un programa de residencias, pero se han ido sumando otras actividades como un taller de barro, taller y proyecciones de cine, programa de exhibiciones por un año, una biblioteca móvil y el vínculo directo con instituciones educativas y con la población local.

## Arquitectura
El recinto fue diseñado y construido por los arquitectos Tadao Ando y Alex Iida. Está conformado por seis estudios con dormitorios incluidos para atender el programa de residencias, espacios de usos múltiples, jardín con más de 27 hectáreas y una sala de proyección y comparte costa con el Océano Pacífico. Tiene un muro de concreto paralelo al mar que divide los programas públicos y privados, lo que genera un pasillo de circulación por todas las áreas. Los espacios han fueron pensados para resaltar el paisaje de la zona. Se emplearon materiales locales como los tejados de palapa que se conjugaron con paredes geométricas de hormigón, persianas de madera y pisos de piedra.